# Mór Kóczán
Mór Kóczán, conosciuto anche come Mor Kovacs, (Kocs, 8 gennaio 1885 – Göd, 30 luglio 1972) è stato un giavellottista ungherese.

## Palmarès
- Bronzo a Stoccolma 1912 nel lancio del giavellotto.